# Theorie der interpersonalen Beziehung in der Pflege
Die Theorie der interpersonalen Beziehung in der Pflege ist eine von der amerikanischen Pflegetheoretikerin Hildegard Peplau entwickelte Pflegetheorie, die 1952 unter dem Titel Interpersonal Relations in Nursing: A Conceptual Frame of Reference for Psychodynamic Nursing veröffentlicht wurde. Peplaus Theorie ist die erste Pflegetheorie, die nach Florence Nightingales 1859 publizierten Notes on Nursing erschien, und hatte einen maßgeblichen Einfluss auf die Entwicklung der Pflegeforschung, der Pflegebildung, der Pflegekultur und des pflegerischen Selbstverständnisses. Innerhalb der deutschsprachigen Pflegewissenschaft wird diese Theorie auch mit dem feststehenden Ausdruck Zwischenmenschliche Beziehungen in der Pflege bezeichnet.
Die Theorie setzt den konzeptuellen Bezugsrahmen für die Psychodynamische Pflege, das der peplauschen Theorie zugeordnete Pflegemodell, welches vorrangig in der psychiatrischen Pflege eingesetzt wird. Peplaus Theorie wird innerhalb der pflegewissenschaftlichen Forschung als grand theory (englisch für bedeutende Theorie) eingestuft, das darin beschriebene Pflegemodell wird zu den Interaktionsmodellen gezählt.
Ausgangspunkt der Theorie ist die Beziehung zwischen Pflegekraft und der gepflegten Person innerhalb einer Pflegesituation, welche die alltäglichen Schwierigkeiten des Lebens widerspiegelt. Der Schwerpunkt liegt dabei auf der Interaktion zwischen den Beteiligten und der Bestimmung der dieser Beziehung zugrunde liegenden Strukturen. Diese Kenntnisse sollen die Pflegekraft in die Lage versetzen, die Interaktion so zu gestalten, dass sie für Pflegenden und Gepflegten zu einer Lernerfahrung wird. In der metatheoretischen Auseinandersetzung mit der Theorie Peplaus wurden verschiedene kritische Punkte, beispielsweise die Asymmetrie des Machtgefüges innerhalb der Pflegebeziehung oder die Anwendbarkeit der Theorie auf nicht kommunikationsfähige Pflegebedürftige, diskutiert.

## Pflegegeschichtlicher Hintergrund
Peplaus Theorie kommt im Zusammenhang mit dem pflegegeschichtlichen und gesellschaftlichen Kontext der 1950er-Jahre eine besondere Bedeutung zu. In dieser Zeit entstanden, basierend auf den Entwicklungen in der Medizin und des allgemeinen Fortschrittglaubens, die ersten modern konzipierten Krankenhäuser. Die praktische Pflege, die bis dahin überwiegend nicht institutionalisiert im familiären Umfeld geleistet wurde, erlebte eine massive Technisierung und Anpassung an die veränderten Strukturen. Der Mensch wurde im Verständnis der 1950er in den getrennten Einheiten Körper und Geist betrachtet (cartesianischer Dualismus), wobei sich die Medizin ausschließlich dem Körper zuwandte. Die Pflege wurde in dieser Zeit von der Medizin dominiert und verfügte über keine eigenständigen und pflegewissenschaftlichen Grundlagen und definierte sich über die Rahmenbedingungen des Gesundheitswesens. Für Peplau verursachten diese Rahmenbedingungen eine Tabuisierung der persönlichen Beziehung zwischen Gepflegtem und Pflegekraft, entgegen der medizinischen Dominanz versuchte sie die Pflege auf ihre Kerntätigkeit in der zwischenmenschlichen Beziehung zurückzuführen und verstand die Medizin in diesem Sinne als eine Bezugswissenschaft der Pflege. Die Pflegetheorie Peplaus stieß vor diesem Hintergrund sowohl in der Pflege wie auch im Gesundheitssystem auf Kritik und Widerstand.

## Einflüsse und Quellen
Peplaus analytische Arbeit wurde vor allem durch Erich Fromm beeinflusst, bei dem sie während ihres Studiums einige Kurse belegte. Ihre theoretischen Grundlagen zur interpersonalen Wahrnehmung stammen aus dem Umfeld der Neopsychoanalyse, deren Pioniere sie in den 1940ern während Praxiseinsätzen (Internship) im psychiatrischen Krankenhaus Chestnut Lodge kennenlernte. In dieser Einrichtung in Rockville, Maryland, arbeiteten zu der Zeit eine Reihe bedeutender amerikanischer und aus Deutschland emigrierter Therapeuten, die sich mit der Entwicklung der analytisch orientierten Psychotherapie beschäftigten; dort entstanden die einflussreichen Chestnut Lodge Studies, die die Langzeitergebnisse psychiatrischer Behandlungen untersuchten. Die Zusammenarbeit mit Karen Horney, Frieda Fromm-Reichmann, Harry Stack Sullivan und Clara Thompson hat das Verständnis Peplaus für das Zusammenwirken von Pflege und Gepflegtem nachhaltig geprägt und bildete die Grundlage für die Entwicklung der psychodynamischen Pflege. Peplau benennt selbst einen starken Einfluss Freuds für die persönlichkeitstheoretischen Ansätze und die Arbeiten des humanistischen Psychologen Abraham Maslow im Bereich der Motivations- und Bedürfnistheorie.

## Pflegewissenschaftliche Einteilung
Pflegetheorien, die auch als konzeptionelle Pflegemodelle bezeichnet werden, beschreiben nicht die tatsächliche praktische Pflege oder ihren Zustand, sondern stellen das individuelle Verständnis von Pflege an sich dar. Diese Theorien werden neben der Definition zentraler Faktoren und Phänomene auch nach ihrem Ursprung, ihrer Entstehung, ihrer Bedeutung, ihrer Logik, ihrer Anwendbarkeit und ihrer Übertragbarkeit beziehungsweise nach ihrem Abstraktionsniveau unterschieden. Dabei ist die Reichweite der Theorie für das zugehörige Pflegemodell von entscheidender Bedeutung für die Ableitungsfähigkeit weiterer kleinerer Theorien und Modelle, für die Anwendbarkeit innerhalb verschiedener Pflegekulturen und für die Denkschule, der sie zugeordnet wird. Typisch für die Theorien der ersten Generation, zu denen Peplaus Theorie gehört, sind umfassende, meist induktiv entstandene Konzepte mit hoher Reichweite, die als grand theory klassifiziert werden. Die Theorie der interpersonalen Pflege bildete innerhalb dieser Theorien eine Ausnahme, da sie zunächst einen Schwerpunkt auf die Anwendbarkeit in der psychiatrischen Pflege setzte. Dadurch hatte sie anfangs nur eine mittlere Reichweite, die aber in den nachfolgenden theoretischen Überlegungen Peplaus auf eine allgemeine Anwendbarkeit ausgedehnt wurde. Ein weiteres Unterscheidungsmerkmal der Pflegetheorien ist das der Theorie zugrunde liegende Menschenbild. Dies kann systemisch, mechanistisch oder wie bei Peplau holistisch beziehungsweise ganzheitlich sein.
Innerhalb der Pflegewissenschaft und -forschung werden verschiedene Klassifikationssysteme verwendet, in denen die Einteilung in eine Modellgruppe Rückschlüsse auf die Art einer Theorie zulässt. Afaf Ibrahim Meleis, die sich auf die Grundlagenforschungen von Donaldson und Crowley stützt, ordnet Pflegetheorien in vier Denkschulen; innerhalb dieser Einteilung wird die Theorie der interpersonalen Pflege als Interaktionsmodell klassifiziert. Andere Pflegewissenschaftler verwenden andere Einteilungen, beispielsweise wird sie von Marriner-Tomey als humanistisches Modell bezeichnet.

## Zielsetzung und Schwerpunkte

### Zielsetzung
Pflege ist nach Peplaus Theorie hilfreich, wenn es ihr gelingt, die Weiterentwicklung der Interaktionspartner – Pflegebedürftiger und Pflegekraft – zu fördern und sie bei den auftretenden zwischenmenschlichen Problemen im Pflegeprozess zu unterstützen. Dazu muss die Pflegeausbildung nicht nur den Intellekt, sondern auch die Persönlichkeit der Pflegekräfte schulen, da deren Verhalten Einfluss darauf hat, wie gut oder schlecht der Patient mit seiner Erkrankung zurechtkommt. Es hat eine entscheidende Bedeutung, dass die Pflegekraft erkennt, klärt und ein Verständnis dafür entwickelt, welche Auswirkung ihre Zuwendung zum Pflegebedürftigen hat.

### Metaparadigma
Nach dem pflegewissenschaftlichen Aspekt lassen sich die Pflegetheorien in vier Paradigmen einteilen. Sie werden in ihrer Gesamtheit als Metaparadigma der Pflege bezeichnet und umfassen die Bereiche Mensch bzw. Person, Umwelt, Gesundheit bzw. Krankheit und Pflege. Anhand dieser Kriterien lassen sich die Zielsetzung, das Selbstverständnis und die Systematik einer jeden Theorie beschreiben und erfassen. Das Metaparadigma als beschreibendes Element ist pflegewissenschaftlich und metatheoretisch umstritten, wird aber innerhalb der Pflegebildung verwendet, um einen zusammenfassenden Überblick über eine Pflegetheorie zu geben.

Metaparadigma in der Pflege: Mensch, Umwelt, Gesundheit/Krankheit, Pflege

MenschDer peplauschen Theorie liegt ein ganzheitliches Menschenbild zugrunde, das heißt, der Mensch wird als einzigartiges, individuelles Wesen wahrgenommen und nicht auf die Funktion seiner Organe reduziert. Die zwischenmenschlichen Beziehungen des Individuums, die Teil seiner Existenz sind und diese beeinflussen, werden durch verschiedene innere und äußere Umstände gesteuert.
UmweltPeplau bezeichnet die Umwelt als Mikrokosmos. Dieser beinhaltet sämtliche Bezugspersonen sowie alle zwischenmenschlichen Beziehungen, innerhalb deren sich der Pflegebedürftige bewegt.
Gesundheit/KrankheitGesundheit wird von Peplau als fortlaufender Prozess der Persönlichkeitsentwicklung und anderer menschlicher Bedürfnisse, beispielsweise der Emotion, definiert. Gesundheit ist sowohl auf ein kreatives, aktives, nützliches und leistungsfähiges persönliches Leben als auch auf das Gemeinschaftsleben ausgerichtet. Peplau versteht Krankheit als eine unvermeidliche menschliche Erfahrung, die dann zu einer Wachstumserfahrung werden kann, wenn der Mensch einen Sinn in der Krankheit finden kann.
PflegeIn der Pflegetheorie nach Peplau wird Pflege als ein therapeutisch bedeutsamer zwischenmenschlicher Prozess beschrieben, der die Förderung der Gesundheit zum Ziel hat. Dieser soll die Kraft zur Entwicklung einer Persönlichkeit geben, die es dem Pflegebedürftigen ermöglicht, am alltäglichen Leben teilzunehmen. Pflege kann darüber hinaus als ein pädagogisches Instrument angesehen werden.

## Schlüsselkonzepte
Die Struktur der Pflegetheorie nach Peplau basiert auf vier Schlüsselkonzepten:
- Das Konzept der Wechselseitigkeit
- Das Konzept der Phasenbezogenheit
- Die Bedürfnisse und die Stufen der Angst
- Das Konzept des interpersonalen Lernens

### Konzept der Wechselseitigkeit
Nach Peplau steht die Beziehung zwischen Pflegendem und Gepflegtem im Zentrum einer Pflegesituation. Ausgehend von der Grundannahme, dass jeder Mensch immer einen Reife- und Bildungsprozess und ein Höchstmaß individueller Produktivität anstrebt, gilt dies auch für die beiden sich in der Pflegesituation befindlichen Interaktionspartner. Dabei nehmen die beiden Parteien unterschiedliche Rollen ein, aus denen in der wechselseitigen Beziehung ein gegenseitiger Lern- und Reifeprozess entsteht, der eine erfolgreiche Pflegesituation kennzeichnet.

Konzept der Wechselseitigkeit der Rollen innerhalb der pflegerischen Interaktion im Bezug zu den Phasen der Beziehung

Diese Grundannahme gilt gleichbedeutend für den Pflegebedürftigen und die Pflegekraft, obwohl beide unterschiedliche Rollen in der Situation einnehmen. Daraus folgt, dass beide in einer gelungenen Pflegesituation durch den wechselseitigen Austausch lernen und reifen. Peplau fordert, im Gegensatz zu dem vorherrschenden Rollenbild der 1950er-Jahre, einen emotional bedeutsamen Austausch zwischen den Interaktionsteilnehmern. Die Pflegekraft soll dabei ihr Selbst als reife und edukative Kraft in die Pflegesituation einbringen, indem sie verschiedene durch den Pflegebedürftigen oder die Gesellschaft zugewiesene Rollen erfüllt. Diese Rollen werden durch ihre Professionalität mitbestimmt und umfassen eine Reihe von Pflichten, Rechten und Erwartungen, die an die jeweilige Rolle gebunden sind.
Lernen innerhalb der Pflegesituation ist der Pflegekraft und dem Gepflegten in gleicher Weise möglich. Voraussetzung ist, dass sich die Pflegekraft ihrer Rolle bewusst ist und die Rolle wechseln kann, um den Patienten das Erlernen neuer Verhaltensweisen zu ermöglichen. Sie muss auch erkennen, wann die Beibehaltung einer Rolle zur Verminderung der Angst beim Gepflegten führt. Die Rollen, die eine Pflegekraft einnehmen kann oder die ihr zugeschrieben werden, wurden von Peplau, ohne den Anspruch der Vollständigkeit, einzeln beschrieben: Zunächst begegnen sich Pflegeperson und Pflegebedürftiger als Fremde. Danach gibt es die Rollen der unterstützenden Person und der lehrenden Person, Pflegepersonen können auch als Mutter-, Vater- oder Geschwisterersatz dienen, wenn dies dem Gepflegten das Ausleben vergangener Gefühle wie Abhängigkeit oder Hilflosigkeit ermöglicht. Zuletzt gibt es noch die beratende Rolle des pflegefachlichen Experten, die nach Peplau eine der wichtigsten Rollen in der professionellen Pflege darstellt.

### Konzept der Phasenbezogenheit
Die von Peplau beschriebenen vier Phasen der Interaktion zwischen Pflegeperson und Patient beschreiben die günstigste Entwicklung einer interpersonalen Beziehung zwischen Pflegebedürftigem und Pflegekraft. Die Phasen sind nicht isoliert zu betrachten, sondern können sich teilweise überlappen.

Überlappende Phasen der Pflegekraft/Patient-Beziehung

- In der Orientierungsphase versucht die Pflegeperson gemeinsam mit dem Gepflegten das Pflegeproblem einzuschätzen und zu identifizieren. Weiterhin geht es darum, dass der Pflegebedürftige seinen Zustand wie auch die Hilfsbedürftigkeit erkennt und versteht. Die Pflegeperson übernimmt die Rolle des Zuhörers und Beraters. Abgeschlossen ist diese Phase, wenn die Interaktionspartner dem Problem das gleiche Maß an Wichtigkeit entgegenbringen und sich gegenseitig über die zukünftige gemeinsame Arbeit informiert haben. Während dieser Phase findet die Pflegediagnostik anhand der Pflegeanamnese gemeinsam mit dem Pflegebedürftigen statt.
- In der Identifikationsphase identifiziert sich der Patient positiv oder negativ mit der Pflegeperson. Es gibt drei Möglichkeiten, wie ein Patient reagieren kann: durch aktive Beteiligung an der Pflege, was zu einer wechselseitigen Beziehung zwischen Pflegeperson und Patient führt, durch Verweigerung der Mitarbeit oder durch passives Geschehenlassen. Die Aufgabe der Pflegekraft besteht darin, die Gefühle des Patienten zuzulassen und zu verstehen, ohne die professionelle Betreuung zu vernachlässigen. In dieser Phase werden die Pflegeplanung und die Pflegeprobleme gemeinsam definiert.
- In der Nutzungs- oder Ausbeutungsphase schöpft der Gepflegte die angebotenen Dienstleistungen voll aus. Er liefert sich der Institution völlig aus und erwartet unbedingte, „elterliche“ Fürsorge. Für diese Phase sind die Pflegedokumentation und die Anpassung der Pflegeplanung an sich eventuell verändernde Pflegesituationen von Bedeutung.
- Die Ablösungsphase beschreibt die Entwicklung des Gepflegten hin zu der Fähigkeit sich wieder selbst versorgen zu können. Diese Phase folgt nur nach Abschluss der bisherigen Entwicklung und ist Voraussetzung für die Wiederherstellung der Gesundheit. Sie leitet in der Regel die Entlassung des Gepflegten aus der Pflegeeinrichtung ein. Nach dem Ende dieser Phase erfolgt die Überprüfung der Pflegequalität, die pflegefachsprachlich als Evaluation bezeichnet wird.[17]

### Konzept der Bedürfnisse und der Stufen der Angst

#### Bedürfnisse
Peplau geht von der Annahme aus, dass die Bedürfnisse eines Individuums sein Handeln und damit auch sein fortlaufendes und zielgerichtetes Verhalten beeinflussen. Grundlage dieser Annahme sind die Arbeiten von Maslow und Sullivan. Peplau beschreibt zwei Arten von Bedürfnissen, die allerdings nur analytischen Zwecken dienen: zum einen die körperlichen Bedürfnisse des Organismus und zu anderen die interpersonalen Bedürfnisse, die den Menschen in seiner Entwicklung fördern. Eine darüber hinausgehende Differenzierung, wie beispielsweise von Henderson im Modell der 14 Grundbedürfnisse vorgelegt, findet bei Peplau nicht statt. Werden die Bedürfnisse des Gepflegten nicht befriedigt, entwickelt er Ängste, die dann innerhalb der interpersonalen Beziehung kommuniziert werden müssen. Ursachen einer unvollständigen Bedürfnisbefriedigung können unter anderem Konflikte im Mikrokosmos, also der Umwelt des Pflegebedürftigen sein.

#### Stufen der Angst

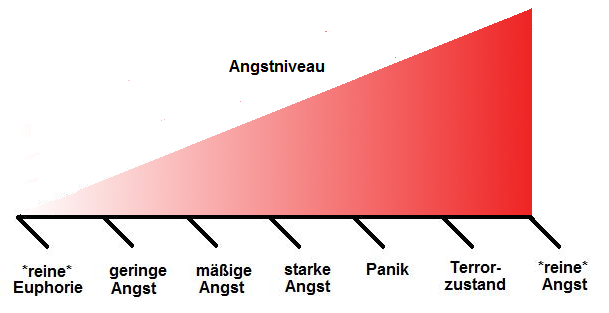
Aufbau des Angstniveaus und variierende Angstgrade

Nach Peplau versucht jeder Mensch seine Bedürfnisse nach körperlicher Unversehrtheit, interpersonaler Sicherheit, Zuneigung, Anerkennung, Können und neuen Erfahrungen zu befriedigen. Auf dem Weg zur Bedürfnisbefriedigung entstehen Hindernisse oder Konflikte die Ängste entstehen lassen und den Menschen im Laufe seines Lebens immer wieder mit dem Gefühl der Unsicherheit und Angst konfrontieren. In der peplauschen Theorie werden drei Stufen der Angst unterschieden, die sich in ihrem Niveau unterscheiden und Einfluss auf die Lern- und Handlungsfähigkeit des Individuums haben. Auf der niedrigen Stufe der Angst ist der Mensch noch in der Lage zu lernen und selbstständig zu handeln, lediglich seine Wahrnehmung ist geschärft. Auf dem mittleren Angstniveau verliert der Mensch den Überblick über die Situation und die Wahrnehmung wird deutlich eingeschränkt. Er ist nicht mehr in der Lage Bewältigungsstrategien zu entwickeln oder neue Erfahrungen zu machen. Erreicht der Mensch ein hohes Angstniveau, beispielsweise gerät in Panik, verliert er vollständig die Fähigkeit zu handeln und wahrzunehmen. Lernprozesse sind in dieser Angststufe nicht mehr möglich. Die Pflegekraft hat in dieser Situation die Aufgabe, die Angst angemessen einzuschätzen und durch geeignete Maßnahmen zu reduzieren.

### Konzept des interpersonalen Lernens
Dieses Konzept greift die zentralen Aspekte auf Theorie Peplaus auf. Darunter fallen die Annahmen, dass das menschliche Handeln vorwärtsgerichtet sei, das der Mensch ein eigenständiges und soziales Individuum ist und sein Handeln zielgerichtet ist. Das Lernen wird von Peplau als wesentliches Mittel zu der angestrebten Vorwärtsbewegung definiert und findet in zwischenmenschlichen Beziehungen statt. Die Pflege setzt sich zum Ziel diese Lernprozesse zu ermöglichen, mit deren Hilfe der Mensch die Erfahrung „Krankheit“ in sein Leben integrieren kann. Für die Pflegekraft entsteht aus ihrer professionell wahrgenommenen Rolle die Möglichkeit von dieser Erfahrung zu profitieren und im Rahmen einer kreativen Synthese selbst zu lernen und sich zu einer größeren Reife hin zu entwickeln.

## Pflegewissenschaftliche Bedeutung und Nachwirkung
Die Theorie Peplaus bildet nach Nightingales die erste pflegewissenschaftliche Grundlage, die sich stark auf die Entwicklung der Pflegepraxis, der Pflegebildung und die Pflegeforschung ausgewirkt hat und einen grundlegenden Wandel in der Pflegekultur zur Folge hatte. Der Wandel im pflegerischen Selbstverständnis war so weitreichend, dass Pflegekräfte einige Ansätze der Theorie heute für selbstverständlich halten; Marriner-Tomey geht davon aus, dass Peplaus Theorie die Entwicklung der modernen Pflege maßgeblich beeinflusst hat, indem sie einen Bezugsrahmen für die therapeutische Arbeit mit Pflegebedürftigen schuf. Innerhalb der psychiatrischen Krankenpflege ist das peplausche Modell als Grundlage der Pflege etabliert und findet als Modell der psychodynamischen Pflege vor allem in amerikanischen Kliniken Anwendung.
Im historischen Kontext der pflegetheoretischen Entwicklung hat die Veröffentlichung von Peplaus Theorie die Unsicherheit in der Beziehung zwischen Pflegekraft und Pflegebedürftigem beendet. Ihre Theorie hat die pflegepädagogische Bildung entscheidend geprägt und ist heute international fester Bestandteil in der Pflegepädagogik und Berufsbildung aller Ausbildungsstufen. Die Einbeziehung der Psychologie und der Sozialwissenschaften in den Fächerkanon der akademischen Pflegebildung wurde ebenfalls stark durch Peplau beeinflusst. Verschiedene Pflegewissenschaftler sehen in ihrer Theorie die Grundlage für den erst später entwickelten Pflegeprozess. Einige deduktive Pflegetheorien der zweiten und dritten Generation greifen die theoretischen Grundlagen der peplauschen Theorie auf und entwickeln diese weiter oder binden sie in neue Modelle ein, so zum Beispiel die Theorien von Rüdiger Bauer, der 1997 das „Konzept der kongruenten Beziehungspflege“ veröffentlichte, oder Monika Krohwinkel, die in einer 1999 erschienenen Adaption ihres 1984 entstandenen „Systems der fördernden Prozesspflege“ die Beziehung als zusätzliches Element aufgreift. Andere Forscher wurden durch Peplaus Theorie beeinflusst und viele Forschungsarbeiten stützen sich auf Peplaus Ansichten zur Rolle der Pflegeperson.

## Metatheoretische Auseinandersetzung
Peplaus Theorie wurde aus verschiedenen Gründen kritisiert. Dazu gehört unter anderem die Konzentration Peplaus auf eine Beziehung zwischen zwei Menschen; umgebende soziale Systeme, Angehörige oder andere Pflegekräfte und deren Einfluss auf die Pflegesituation werden kaum berücksichtigt. Es ist in der professionellen Pflege unrealistisch und nicht voraussetzbar, dass eine einzelne Pflegekraft den vollständigen Pflegeprozess begleitet, insbesondere die Spezialisierung und die Funktionspflege machen eine kontinuierliche interpersonale Beziehung beinahe unmöglich, die zwischenmenschliche Beziehungen fördernde Bezugspflege ist nicht grundsätzlich überall durchführbar. Darüber hinaus wird die sehr allgemeine Definition der Paradigmen Pflege und Gesundheit bzw. Krankheit kritisiert, die eine Abgrenzung von anderen therapeutischen oder pflegenden Berufsgruppen erschwert oder unmöglich macht. Obwohl Peplau davon ausgeht, dass ihre auf einen einzelnen Pflegebedürftigen ausgerichtete Theorie auch auf Familien und soziale Gruppen ausdehnbar sei, geht beispielsweise Grünewald davon aus, dass dazu eine konzeptuelle Anpassung oder die Änderung von Teilaspekten notwendig wäre.
Ein weiterer Kritikpunkt, der von Marriner-Tomey aufgegriffen wurde, ist die eingeschränkte Allgemeingültigkeit der peplauschen Theorie, die einen kommunikationsfähigen Partner voraussetzt. Ist der Beziehungspartner nicht in der Lage, das Konzept des Lernens und der Krankheit als Lebenserfahrung zu verstehen, kann die Theorie nicht wirksam eingesetzt werden. Dadurch lässt sich die Theorie nicht oder nur sehr eingeschränkt auf bewusstlose, demente oder neugeborene Gepflegte anwenden.
Aus der Asymmetrie der in der Theorie dargestellten Beziehung zwischen Pflegekraft und Pflegebedürftigem ergeben sich weitere Ansätze für die metatheoretische Kritik: Zum einen wird voraus gesetzt, dass nur innerhalb einer Pflegesituation gelernt werden kann. Der Umkehrschluss dieser Aussage, dass ein Mensch ohne eine Pflegeperson nicht lernen könne, wurde hinterfragt, kommt aber zu keiner abschließenden Beurteilung, weil Peplau keine Aussagen zu Lernerlebnissen außerhalb der Pflegesituation macht. Zum anderen wird kritisiert, dass die Wechselseitigkeit der Pflegebeziehung nicht klar ausformuliert wurde. Durch das in der Theorie denkbare verschobene Machtgefüge in Richtung der Pflegekraft stellt sich die Frage, ob die Führungsrolle der Pflegenden zu einer Einschränkung der Autonomie des Gepflegten führt.